# Dolmen del Barranc

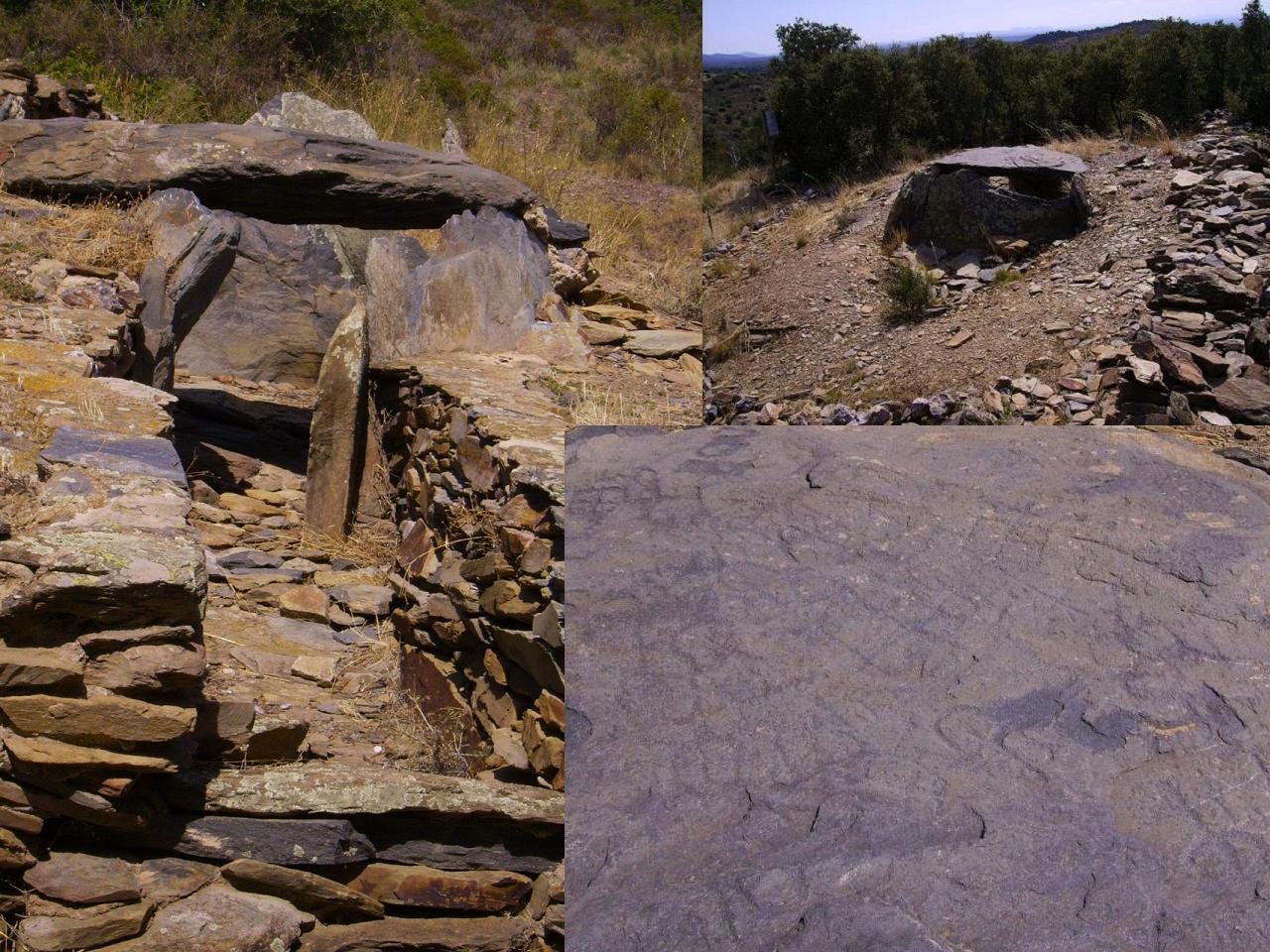
Dolmen del Barranc

Der Dolmen del Barranc gehört mit zehn anderen Megalithanlagen zu den Dolmen von Espolla. Er liegt nördlich von Espolla, in der Comarca Alt Empordà in der Provinz Girona in Katalonien in Spanien. Er befindet sich in El Barranc, in der Nähe der Grenze zu Rabós an einem mittelalterlichen Pfad, der auch älter sein kann.
Es ist eine Megalithanlage mit mehreren Bestattungen aus der Zeit um 3200–2700 v. Chr. Die Platten sind aus Schiefer und bilden eine trapezförmige Kammer und einen Gang aus Trockenmauerwerk mit einer halbrunden Lobby am Eingang. Die Deckplatte ist gebrochen und zeigt Gravuren, von denen einige menschliche Figuren darstellen. Andere haben geometrische Form oder bilden anthropomorphe Kreuze. Die Megalithanlage wurde 1984 restauriert und 1986 von Rafael Insa unter der Leitung von Josep Tarrús i Galter und Júlia Chinchilla y Sanchez konsolidiert.